# Kameane, Velîka Oleksandrivka
Kameane (în ucraineană Кам'яне) este un sat în comuna Starosillea din raionul Velîka Oleksandrivka, regiunea Herson, Ucraina.

## Demografie
Componența lingvistică a localității Kameane
     Ucraineană (97,98%)
     Rusă (1,01%)
     Română (1,01%)
Conform recensământului din 2001, majoritatea populației localității Kameane era vorbitoare de ucraineană (97,98%), existând în minoritate și vorbitori de rusă (1,01%) și română (1,01%).